# Oppidum d'Entremont
L'oppidum d'Entremont est un site archéologique de 3,5 hectares situé à Aix-en-Provence, à 3 kilomètres du centre-ville, à l'extrémité sud du plateau de Puyricard, au lieu-dit d'Entremont. Entremont était dans l'Antiquité la capitale de la confédération des Celto-Ligures. Elle est habitée à partir de 180 av. J.-C.-170 av. J.-C., ce qui correspond à un habitat tardif en regard des autres oppida protohistoriques de la région, comme l'oppidum de Saint-Blaise (VIIe – IIe siècles av. J.-C.) ,. Avec la prise de l'oppidum par les Romains, en 123 av. J.-C., le plateau est abandonné et les populations de l'oppidum viennent peupler la nouvelle ville romaine créée au pied du plateau : Aquæ Sextiæ. Vers 90 av. J.-C., la ville est totalement inhabitée. Sa période d'occupation aura donc été extrêmement courte : 80 années environ.
On distingue sur le plateau deux villes entourées de remparts. La première ville est la plus ancienne. L'archéologue Fernand Benoit la nommait « ville haute » — en raison de sa position sommitale — tandis que les archéologues lui préfèrent le terme de « Habitat 1 » ; la « ville basse », aujourd'hui appelée « Habitat 2 » est issue de la première et consiste en fait en un agrandissement de l'Habitat 1 .
Les collections issues du site, statuaire et bas-reliefs, dont les impressionnantes têtes coupées, sont aujourd'hui exposés au musée Granet.

## Toponymie
Le nom « Entremont » n'apparaît qu'au Moyen Âge, sous la forme locale Antremons (transcrite Intermontes en latin). Il ne faut sans doute pas voir dans ce nom l'allusion à un site localisé entre deux collines, car Entremont ne correspond pas à ce genre de description. Il s'agit plus vraisemblablement du nom de famille de Tramonto, propriétaire d'une tour sur le versant sud de la colline. En ce qui concerne sa forme antique, on ignore totalement la façon dont la population salyenne dénommait sa ville. Pour Isidore Gilles (1904), Entremont est dérivé de Monte rotonde. Selon Fernand Benoit, un acte du 18 septembre 1233 cite le lieu Intermundo. Ce nom remettrait donc en cause l'hypothèse de Tramonto.

## Géologie
Le sol d'Entremont est constitué d'un calcaire tertiaire du Miocène inférieur. On y trouve des rognons de silex. Le sol permet l'extraction plutôt aisée de pierres de construction ou de parement. La partie sud du site présente un sol différent, constitué de calcaire aquatique tendre (ou « calcaire d'Éguilles »), mieux adapté à la taille statuaire. Des analyses ont déterminé qu'avant l'installation humaine, le site était déboisé.

## Histoire d'Entremont

Carte des tribus gauloises de Provence.

Entremont se présente comme typique des bourgades celto-ligures de son temps. Peuplée de Salyens (Salluvii) de l'arrière-pays marseillais, elle a été considérée dès le XIXe siècle comme une polis antique, constituée d'une agglomération et de son territoire. L'historien Léopold-Albert Constans considère Entremont « à la fois [comme] une ligue militaire et une confédération économique ». L'oppidum est associé à un emporium, port économique où affluent les marchandises. En cette circonstance, les Salyens possèdent avec Entremont l'oppidum dont ils ont besoin pour assurer leur sécurité militaire. Arles est cet emporium qui assure la richesse de la confédération. Cette association assure la prospérité de la nation salyenne et assoit son pouvoir sur la Basse-Provence. On estime que la population d'Entremont se situe alors entre 2 000 et 5 000 habitants.
Diodore de Sicile évoque, avec l'arrivée de Caius Sextius Calvinus dans le pays d'Aix en 123 av. J.-C., une concentration de troupes à Entremont. Pour être précis, il ne parle pas à proprement parler d'Entremont. Il parle seulement d'un « oppidum » (τὴν πὁλιν). Tout porte à croire en tout cas qu'il s'agit bien d'Entremont. Cette concentration de troupes se déroule au moment où Sextius Calvinus se trouve chez les Voconces. Le but de cet attroupement est d'empêcher le passage de l'armée romaine dans la plaine d'Aix. On peut même supposer que la confrontation va jusqu'à une véritable bataille rangée entre les deux armées. L'historien Velleius Paterculus semble évoquer cette bataille lorsqu'il écrit : « Cassio autem Longinem et Sexto Calvino, qui Sallues apud Aquas, quæ ab eo Sextiæ appellantur, devicit ». Dès lors, il apparaît évident que Sextius doit achever son travail et s'attaquer à Entremont. Au moment de la prise de la ville, en 123, le roi (ou basileus) Teutomalios (ou Toutomotulus) fuit chez ses alliés allobroges en compagnie des princes (dunastai) salyens d'Entremont. Il n'est pas invraisemblable que Sextius ait toutefois mis des années à rétablir la paix dans la plaine d'Aix. En effet, selon Tite-Live, la victoire définitive de Sextius survient durant son proconsulat, pas durant son consulat. Or, il est consul en 123. D'ailleurs, des auteurs comme Ammien Marcellin et Strabon évoquent les affrontements et les rixes régulières entre Romains et Salyens. On peut en déduire que le possible départ de Teutomalios chez les Allobroges se situe plutôt dans cette période de troubles que lors de la première attaque de l'oppidum.
Plusieurs chercheurs ont toutefois émis des doutes sur cette hypothèse, considérant que le véritable abandon de la ville provient d'une destruction militaire survenue vers 110 à 90 av. J.-C. Une faible population continue d'habiter le bourg pendant vingt à trente ans, dans l'ombre d'Aquæ Sextiæ, même si Entremont n'est plus qu'une « ville pérégrine étroitement contrôlée par un præsidium romain ».

## Description
Le plateau d'Entremont présente une forme triangulaire et est en pente douce vers le nord. Son altitude maximale se situe à 367 mètres. La face sud est constituée de falaises donnant sur la vallée de l'Arc. Seule la partie nord présente une faiblesse stratégique et a donc dû être renforcée par un complexe de remparts. Le plateau se dresse au-dessus de l'antique voie héracléenne qui traversait la Provence d'est en ouest le long de la vallée de l'Arc . Face à Entremont, de l'autre coté de la vallée de l'Arc, les oppida des Salyens de la Test de l'Ost, du Baou-Roux, au contact des avant-postes massaliotes (oppida de Saint-Marcel, des Mayans, de Verduron). Suivent ceux de la Nerthe et de Berre. A l'Est ce sont ceux de la Sainte-Victoire.

### Le sanctuaire primitif
Avant l'apparition de l'agglomération d'Entremont, un sanctuaire semble avoir existé dès le premier âge du fer. Les éléments de ce sanctuaire ont servi de remploi lors de la construction de la seconde et peut-être de la première agglomération. La pierre dans laquelle ont été taillés les piliers et les linteaux de ce sanctuaire proviennent des carrières de Bibémus, à l'est d'Aix-en-Provence. Ces éléments architecturaux sont décorés de gravures, de bas-reliefs et d'entailles céphaliformes. La pierre était sans doute peinte.
Des remplois ont été constatés dès les environs de -500. Les entailles céphaliformes semblent avoir été destinées à accueillir le crâne — ou des éléments du crâne — de héros de la cité et non, comme on l'a longtemps supposé, d'ennemis vaincus dont on exposait le crâne. Les gravures d'épis de blé, symbole celte de la réincarnation, indiquent d'ailleurs à quel point le culte de la mort était présent chez les habitants d'Entremont.

### Première agglomération (Habitat 1)

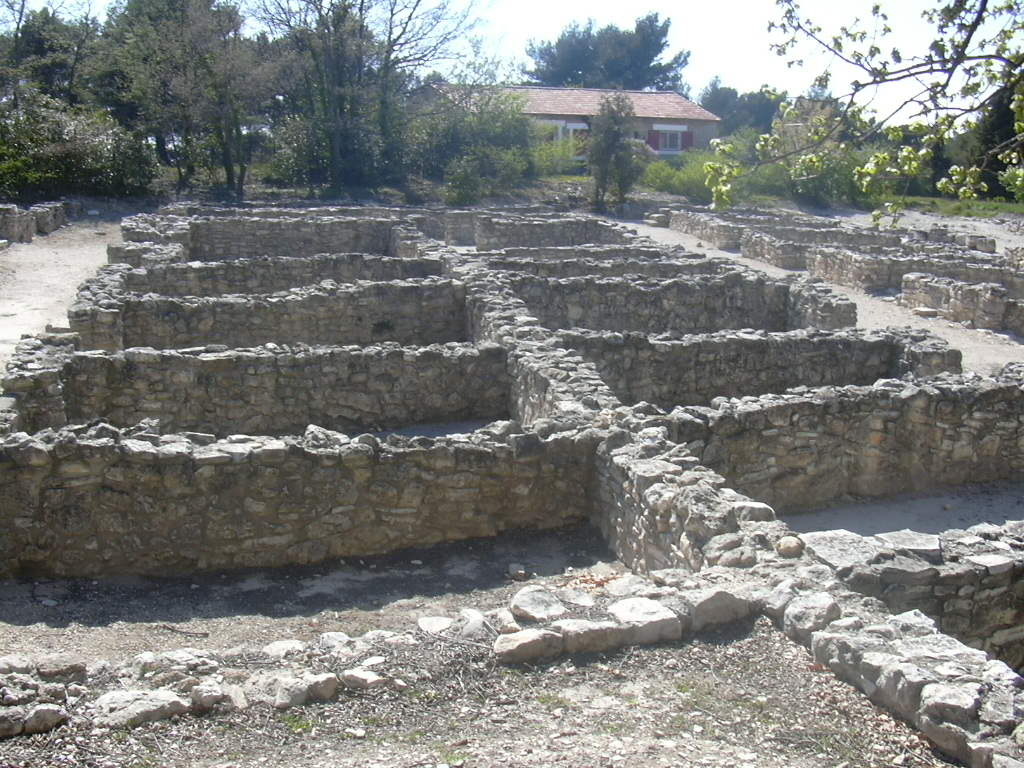
Murs de la ville haute.

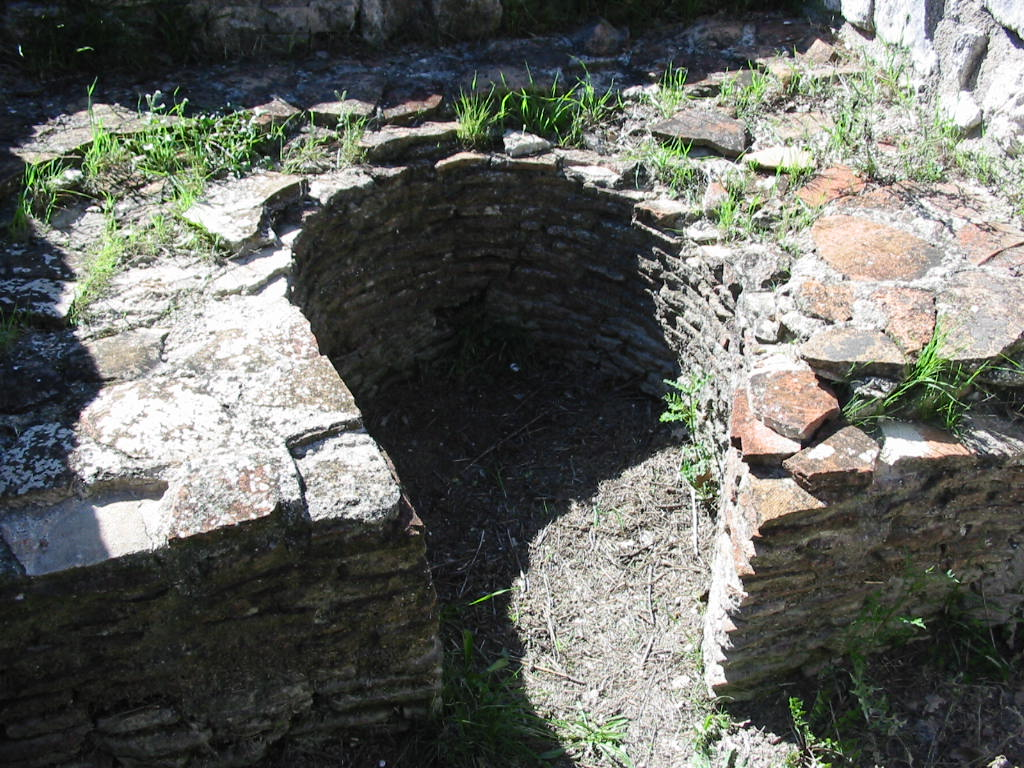
Four.

Au fil des siècles, une structure d'habitat se met en place et le premier rempart est érigé vers -175. Les 25 années qui vont suivre constituent la première phase d'habitat de l'oppidum. La ville ne s'étend alors que sur un hectare environ et forme un parallélogramme à l'aplomb de deux abrupts : au sud et à l'ouest. L'érosion a détruit les vestiges situés en bordure du plateau et datant de cette première phase. Le rempart est fait de blocs grossièrement taillés et liés les uns aux autres avec de la terre argileuse. On pense que l'accès à la ville se faisait par le côté ouest.
L'intérieur de l'agglomération est agencé de manière ordonnée par des îlots de 24 mètres sur 10,5 mètres divisés en deux dans le sens ouest-est. En raison de la topographie des lieux, ces îlots présentent par moments des dimensions différentes. Chaque îlot est généralement divisé en deux rangées de sept pièces, avec quelques différences par endroits : ainsi, un mur peut être abattu pour permettre la création d'une pièce plus grande. On ne peut affirmer de façon certaine que les maisons d'Entremont comptaient des étages, même si cela semble probable. Dans la rue 17, les vestiges d'un escalier témoignent de l'existence possible d'un étage sur la maison attenante.
Les rues, de 3 mètres de largeur environ, permettent le passage de charrettes. Elles sont en terre battue, sans revêtement. Pourtant, quelques recharges de matériaux divers attestent de leur entretien régulier. Le niveau des rues s'est donc progressivement accru, tandis que celui des maisons restait le même. Il fallait donc surélever le seuil des habitations pour empêcher l'infiltration d'eau de pluie.

### Seconde agglomération (Habitat 2)

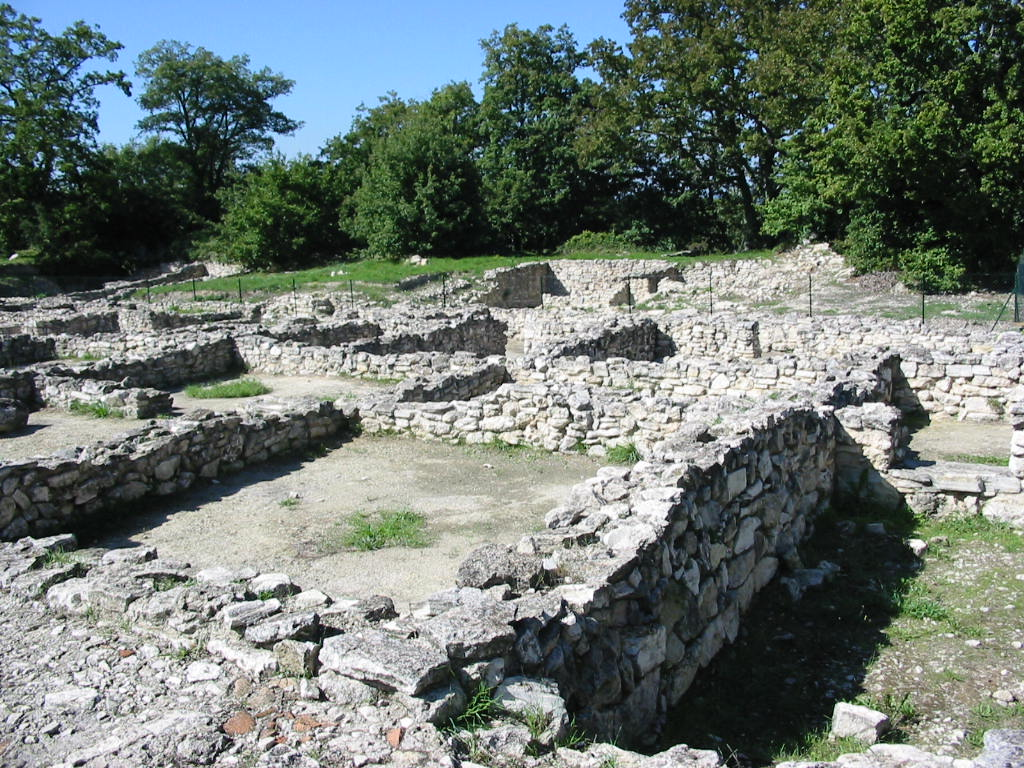
Vue générale de l'oppidum d'Entremont.

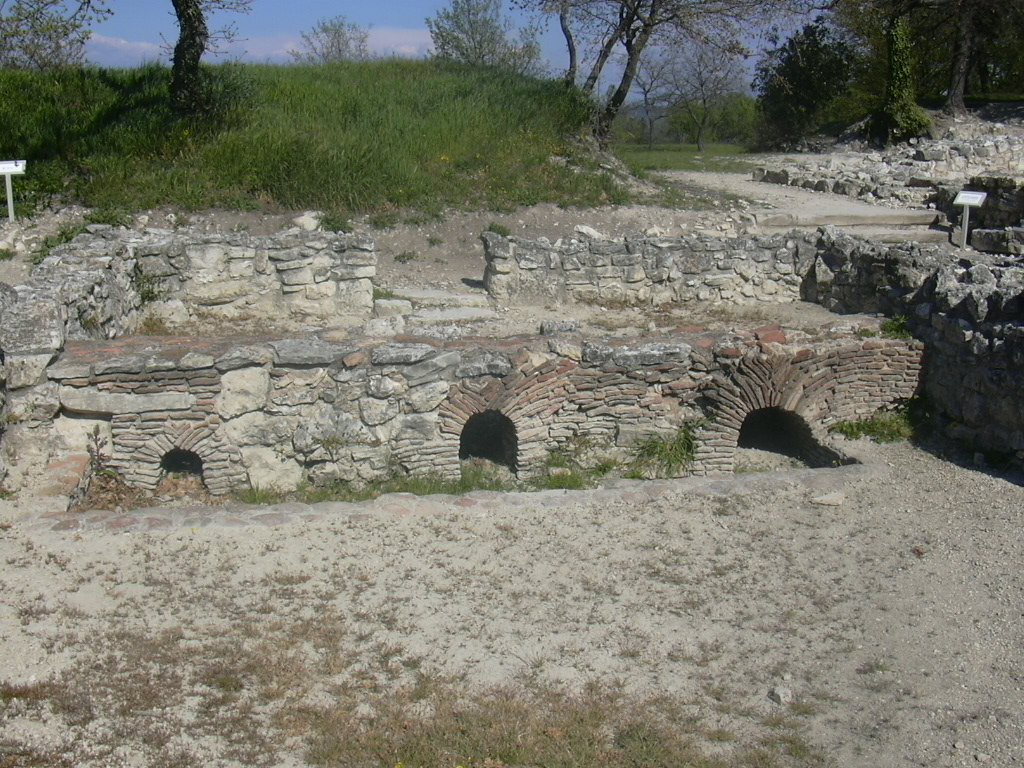
Vestiges d'Entremont.

Rapidement, la ville doit s'agrandir et l'on procède à la construction d'un deuxième rempart qui va porter la superficie de la ville à 3,5 hectares environ. On est alors aux alentours de 150 av. J.-C. Ce rempart n'aura rien de commun avec le précédent : 6 à 7 mètres de hauteur, 3,25 mètres de largeur, renforcé de tours de 8 à 9 mètres tous les 18,5 mètres. Ce rempart protège l'accès au plateau sur 380 mètres du côté nord .
Les fouilles n'ont pas encore dégagé une partie importante de la seconde agglomération. La structure en îlot de 24 mètres rappelle le premier habitat. Des égouts sont construits pour collecter l'eau de pluie dont la présence du rempart empêche l'évacuation naturelle.
À l'ouest, un espace dégagé, peut-être assimilable à une place, était bordé d'un petit édifice que l'on pense être une chapelle rituelle, au côté duquel se trouvait une construction non identifiée qui abritait des statues de héros accroupis tenant entre leurs jambes des trophées humains.
Les rues sont plus larges que dans la première ville : de 4 à 5,10 mètres pour la rue de rocade, de 2,50 à 4,20 mètres pour les autres rues. Les maisons aussi sont plus grandes et comptent jusqu'à cinq pièces. On peut penser que cette évolution dans l'habitat d'Entremont est liée au rapprochement avec les villes hellénistiques de Marseille et de ses colonies, à l'urbanisme similaire.
De nombreuses traces de pressoir, de type à arbre et poids, ont été observées. La fabrication d'huile semble caractériser la ville dans cette partie de son histoire. L'îlot 3 est d'ailleurs le plus représentatif de cette industrie. 3 000 litres d'huile pouvaient y être entreposés. Dans la salle 8 de l'îlot 11 a été trouvé un contrepoids de pressoir à huile, décrit par Christian Goudineau en 1984.

## Les habitants d'Entremont
Contrairement à des oppidums contemporains, comme Glanum (Saint-Rémy-de-Provence) ou Saint-Blaise (Saint-Mitre-les-Remparts), les témoignages épigraphiques retrouvés à Entremont sont extrêmement rares. Tout au plus peut-on évoquer une coupe en céramique à vernis noirs découverte par Fernand Benoit en 1968, sur laquelle on peut lire l'inscription d'un certain Bal(omarios ?) Mardius. Cette inscription a l'intérêt de montrer les liens entre les Salyens et leurs voisins latins dans les derniers temps de la ville.

## Historique du site et de ses fouilles

### Redécouverte et premières fouilles (1817-1943)

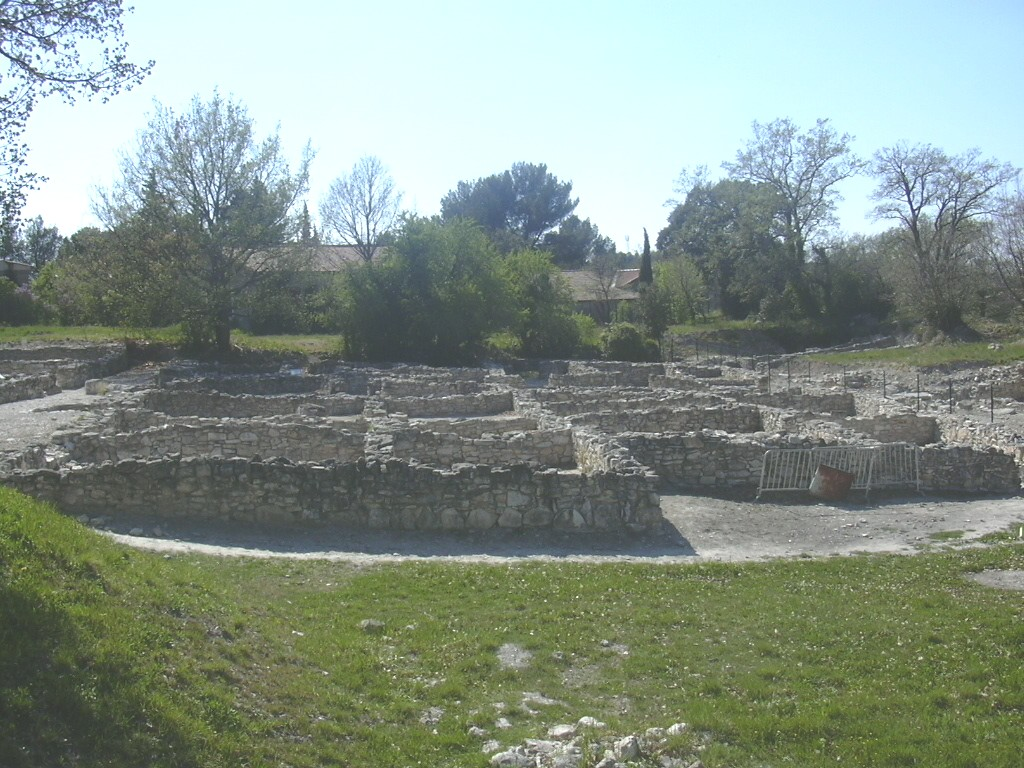
Vestiges d'Entremont.

Le site est décrit au XIXe siècle comme fort dégradé en raison des travaux agricoles et de l'utilisation des pierres d'Entremont pour la construction de routes. En 1866, le botaniste Gaston de Saporta décrit un lieu « enseveli sous des monceaux de décombres », mais bien connu des paysans de l'endroit pour abriter des vestiges antiques. C'est dans ce contexte qu'en avril 1817, des professeurs du petit séminaire d'Aix-en-Provence découvrent trois blocs de pierre de réemploi représentant des têtes et des cavaliers dans le mur d'un cabanon (le cabanon Sallebant) sur le site d'Entremont et dans un mur agricole à proximité. Ces pierres sont déposées à la bibliothèque Méjanes puis au musée d'Aix et suscitent la curiosité des contemporains. À propos de cette découverte, Prosper Mérimée écrit : « Toutes ces sculptures portent le caractère de la plus grande barbarie. On pense qu'elles peuvent être attribuée aux Salyens et en effet je ne vois qu'eux qui aient pu faire si mal ». Le comte Christophe de Villeneuve-Bargemon, préfet des Bouches-du-Rhône, dessinera ces découvertes dans sa Statistique des Bouches-du-Rhône (1824-1826), attribuant l'œuvre, à tort, à un artiste romain. De temps à autre, au cours des décennies qui suivent, des découvertes aléatoires sont effectuées, comme des objets métalliques ou des céramiques.
Si l'on fait de l'oppidum d'Entremont un site romain, il faudra attendre les années 1830 pour l'attribuer aux tribus salyennes. En 1839, Étienne-Michel de Loqui (1812-1840) sera le premier à dater le site, proposant une fondation avant 150 av. J.-C. et une destruction en 124 av. J.-C.
Le 25 janvier 1877, alors qu'il creusait des trous pour planter des amandiers, un paysan fait la découverte de quatre têtes humaines accolées. La découverte sera acquise par Alfred d'Aubergues et donnée au musée d'Aix en 1903. En 1916, Michel Clerc révèle l'intérêt du site dans son ouvrage Aquæ Sextiæ.
Les fouilles, et donc les découvertes, vont se raréfier jusqu'à la Seconde Guerre mondiale. En 1943, le plateau est réquisitionné par l'armée allemande et de nouvelles fouilles vont mettre au jour plusieurs statues en ronde-bosse.

### Fouilles de Fernand Benoit (1946-1969)

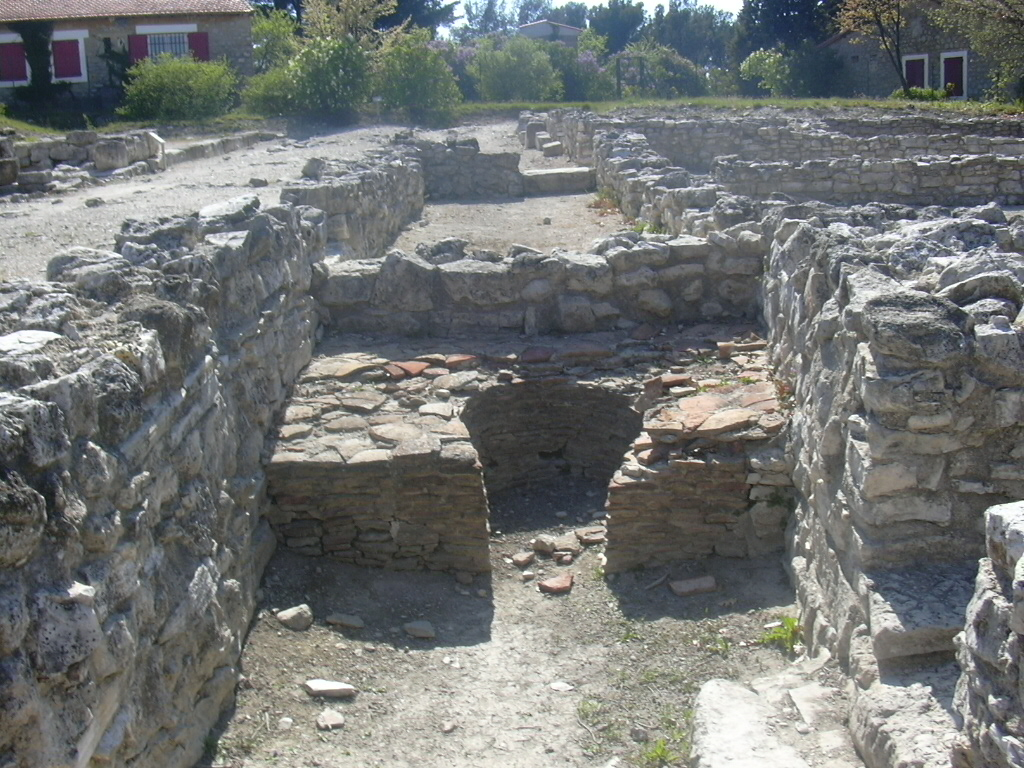
Four sur le site d'Entremont.

Ce n'est qu'à partir de 1943 que le site va vraiment faire l'objet de fouilles d'envergure. Fernand Benoit, directeur des Antiquités de Provence, entreprend en 1946, avec l'aide de Robert Ambard, une opération sur Entremont où il restera jusqu'à sa mort en 1969. Le but de ces fouilles est d'abord de rendre à Entremont sa vocation unique de site archéologique et de le récupérer à l'Armée de l'air qui y a installé une station radar.
Les premières fouilles se concentrent sur le premier habitat, mais des sondages sont aussi effectués sur tout le plateau. À l'occasion de ces recherches, plusieurs îlots vont être fouillés et permettre de reconstituer le tracé du rempart ouest. Des indications concernant deux sièges successifs à la fin du IIe siècle av. J.-C. et au début du Ier siècle av. J.-C. sont mises en évidence. En 1957, Fernand Benoit publie un premier compte rendu des fouilles. Dans cet ouvrage, il émet l'idée que la ville haute (premier habitat) était un quartier réservé à l'aristocratie et au basileus (« roi »). Le second habitat avait une vocation plus populaire. Il pose aussi l'hypothèse de l'existence d'un palais du roi dans la ville haute.
En 1961, l'État acquiert la totalité du site. L'armée s'en retire définitivement en décembre 1972.

### Les fouilles depuis 1970
Après 1970, les archéologues cherchent principalement à sauvegarder les surfaces mises au jour. Les budgets accordés aux fouilles sont réduits et la disparition de Fernand Benoit provoque un ralentissement des recherches. Des fouilles sont tout de même réalisées et des découvertes surprenantes sont à signaler. Ainsi, en 1981, les recherches de Martine Willaume permettent-elles de sortir de terre un îlot, dénommé îlot 29, de forme originale. Il est très différent des formes géométriques quasiment parfaites des autres îlots. Il s'agit, au temps de la cité, d'un espace à ciel ouvert servant de dépotoir domestique et artisanal. On y a trouvé une grande quantité de perles de verre et de débris de bronze, mais aussi des os d'origine animale. La fouille de cet îlot s'achève en 1991. L'année suivante est complètement dégagée la poterne sud du site.
Différentes parcelles sont inscrites au titre des monumenhts historiques en 1946, 1947 et certaines classées en 1980.
Les efforts de sauvegarde du patrimoine d'Entremont se poursuivent dans les années 1990 et 2000. Ainsi, en 1999, sous la direction de Jean-Jacques Dufraigne, archéologue de l'AFAN, il est procédé à la remise en état des systèmes d'évacuation des eaux pluviales sur le site.

## Découvertes faites à Entremont

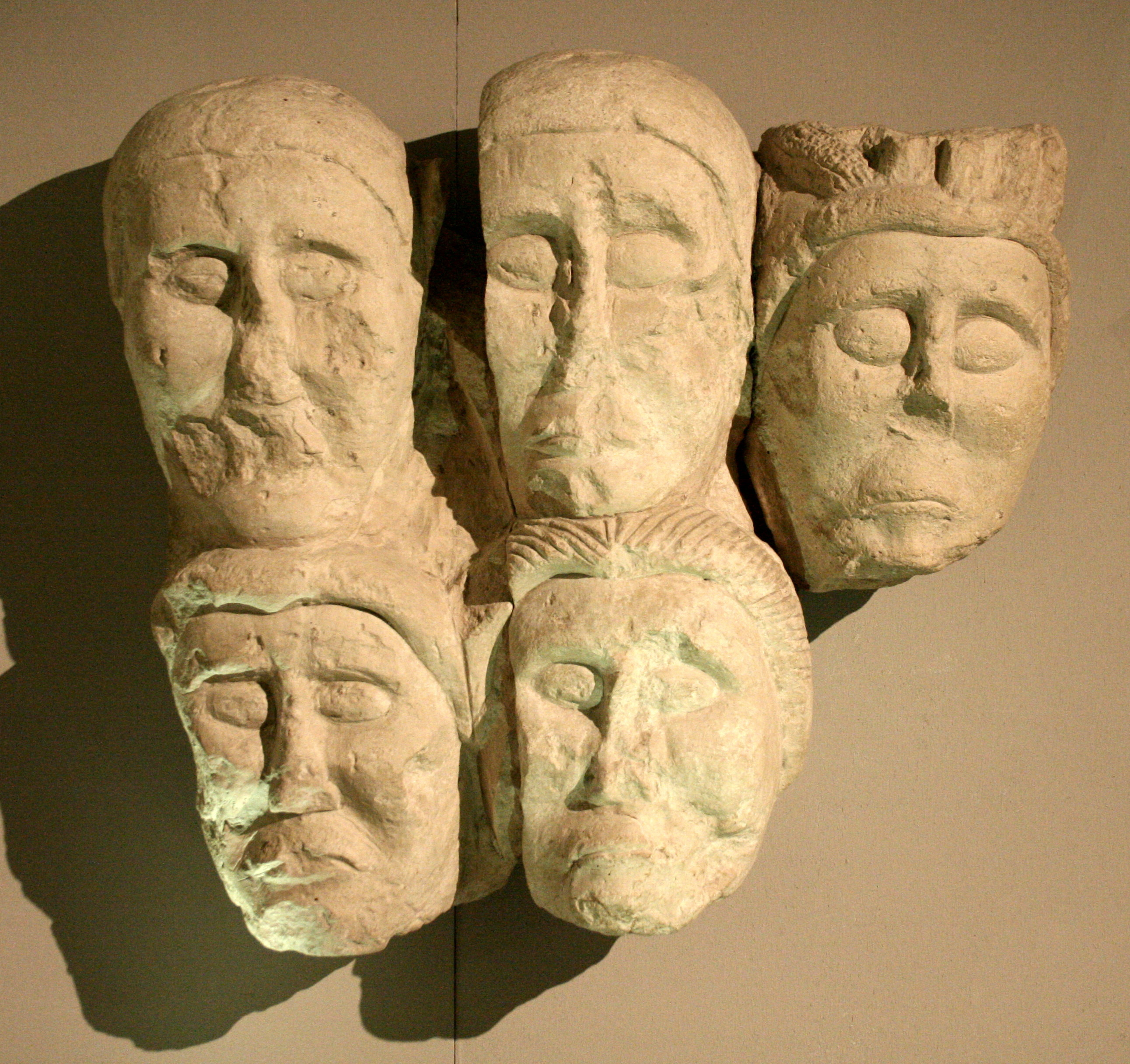
Têtes coupées provenant du site d'Entremont.

L'essentiel des découvertes faites lors des fouilles effectuées sur l'oppidum d'Entremont est constitué de statuaire. François Salviat a dressé un inventaire de ces fragments conservés pour la plupart au musée Granet d'Aix-en-Provence . On trouve de nombreux portraits de grands personnages de la ville, des princes, des dames salyennes représentés dans de superbes costumes . La technique employée est très particulière. Elle semble inspirée de la sculpture sur bois, mais on note un souci du sculpteur d'imiter la sculpture grecque. Cela se remarque notamment dans le traitement des chevelures bouclées et dans l'utilisation du trépan. La comparaison s'arrête là toutefois. Armes et bijoux sont celtes .
La céramique, en revanche, n'a pas les caractères celtiques habituels. On peut dès lors parler d'un style local avec des fabrications non tournées. Mais la plupart des vases et amphores trouvés sur place sont des produits importés d'Italie, mais surtout d'Espagne, de Grèce et de Carthage, via Marseille . 99 % des monnaies trouvées proviennent de la cité phocéenne.